# Lugdunum (Museum)
Lugdunum (ursprünglich Musée gallo-romain) ist ein archäologisches Museum in Lyon, Frankreich, das sich mit der gallischen und römischen Epoche der Stadtgeschichte befasst. Es umfasst den ehemaligen überdachten Museumstrakt und dazu seit November 2017 die römischen Theater auf dem Hügel Fourvière, liegt also im Herzen der früheren römischen Stadt Lugdunum. Die Verwaltung liegt in den Händen der Stadt Lyon. Im Museum gibt es regelmäßig auch temporäre Ausstellungen.

## Geschichte und Konzept

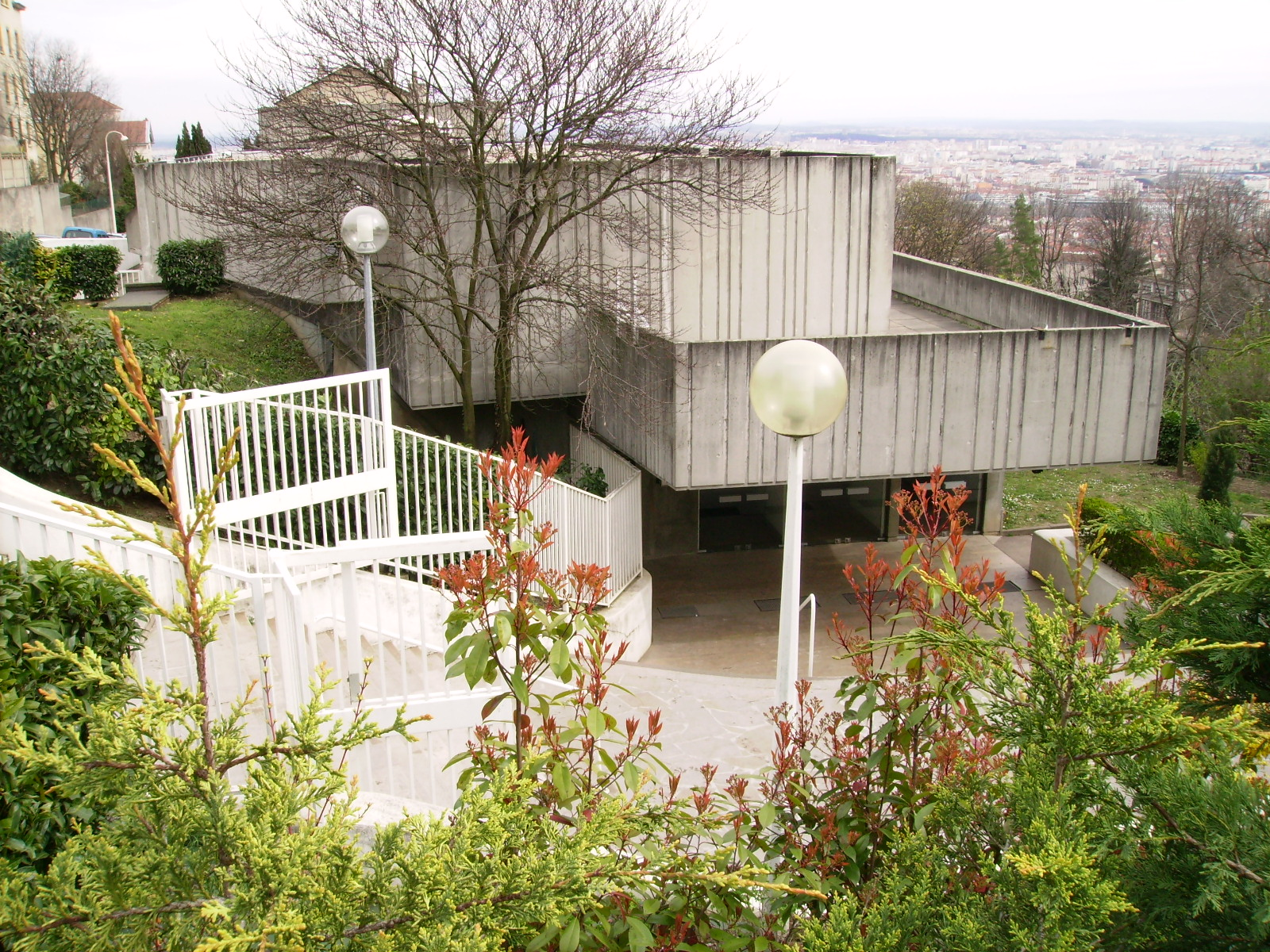
Eingang zum Musée Gallo-Romain de Lyon Fourvière

Das Museum wurde von dem Architekten Bernard Zehrfuss erbaut und 1975 eingeweiht. Das Gebäude liegt am Rand der antiken Stätte, die sich den Hang hinaufzieht. Im Inneren besteht es aus einer Rampe aus Sichtbeton, die sich nach unten windet und zu den Podesten führt, auf denen die Ausstellungsgegenstände präsentiert werden. Bei diesen handelt es sich vor allem um Funde aus Lyon und dem Umland, hinzu kommen einige Stücke, die anderswo entdeckt wurden. Ausgestellt werden vor allem gravierte Steine, Statuen, Schmuckstücke, Gegenstände des täglichen Lebens etc. Das Museum ist so konzipiert, dass Einblicke in die noch sichtbaren Überreste des Theaters und des Odeons möglich sind.

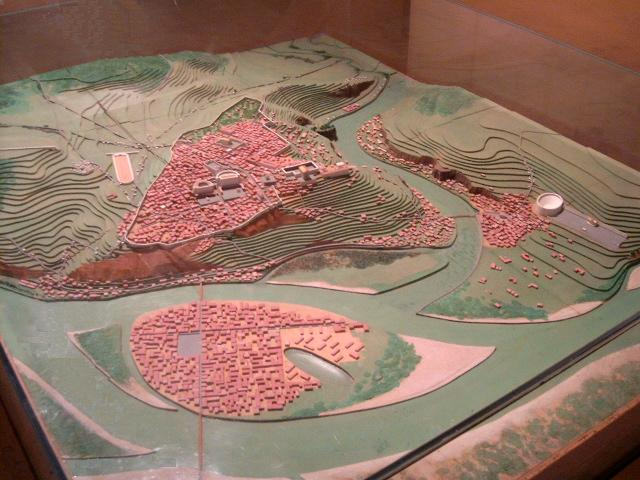
Modell der antiken Stätte nach Nordwest. Im Vordergrund das Viertel der Canabae. Im Hintergrund die Stadt mit Theater und Odeon, außerhalb der Circus. Rechts das Amphitheater von Lyon und der Versammlungsort des gallischen Provinziallandtages (Ara trium Galliarum)

Ein Reliefplan des antiken Lugdunum zeigte das rekonstruierte Aussehen der Stadt, die auf dem Hügel Fourvière errichtet wurde und die Insel (heute Halbinsel) dominierte. Diese Veranschaulichung spiegelte den Wissensstand von 1975 wider und basierte auf den Theorien von Amable Audin. Dieses alte Modell wurde 2015 durch ein anderes mit einer leuchtenden Animation ersetzt, mit deren Hilfe die Geschichte der Stadt auf dem Hügel Fourvière verfolgt werden kann. Dieses Modell zeigt auch die wichtigsten antiken Monumente an ihrem Standort: Kapitolstempel, Theater und Odeon.
An die Rennbahn wird durch ein Mosaik erinnert, das die dort ausgetragenen Wagenrennen im Detail darstellt. Dieses Mosaik wurde 1806 im Stadtviertel Ainay entdeckt und ist eine der seltenen Darstellungen antiker Rennen. Die im Museum gezeigten Fragmente des Altars für Roma und Augustus stammen von der Ara trium Galliarum.

## Sammlungen
Das Museum räumt den Gegenständen der gallo-römischen Handwerkskunst einen großen Raum ein: Keramik, Mosaike, aber auch Metallkunst und Glaswaren sowie ein Töpferofen. Waagen und Gewichte demonstrieren den Ruf Lugdunums als Handelsplatz zwischen Rhône und Saône. Es werden auch Gegenstände der keltischen Epoche vor der römischen Eroberung gezeigt.
Zu den herausragenden Exponaten des Museums gehören:
- Tabula Claudiana; eine Bronzetafel, auf der eine Rede des Kaisers Claudius aufgeschrieben ist.
- Kalender von Coligny; ein Kalender in gallischer Sprache, eines der wenigen überlieferten Zeugnisse dieser Sprache.
- Taurobolium-Altäre; einer davon wurde im Jahr 160 der Genesung von Kaiser Antoninus Pius gewidmet
- Zahlreiche antike Mosaike aus dem antiken Lyon, darunter Darstellungen des Dionysos auf einem Panther, des betrunkenen Herakles und eines Kampfes der Liebe (Eros) gegen den Instinkt (Pan)
- Einige gut erhaltene Platten von Wandverkleidungen, die einen Eindruck von der bemalten Dekoration antiker Gebäude geben
- Mehrere große Sarkophage, unter anderem der „Sarkophag des Triumphs des Bacchus“ und ein Abguss des aus dem 5. Jahrhundert stammenden frühchristlichen „Sarkophags von Balazuc“ (dessen Original sich im Rathaus von Balazuc befindet)
- Schatz von Vernaison: viele Äxte, Sichelblätter und andere Objekte der Bronzezeit, gefunden in Vernaison
- Schatz von Lyon-Vaise: Silbergeschirr, Schmuck und Statuetten, die während einer germanischen Invasion im 3. Jahrhundert vergraben wurden

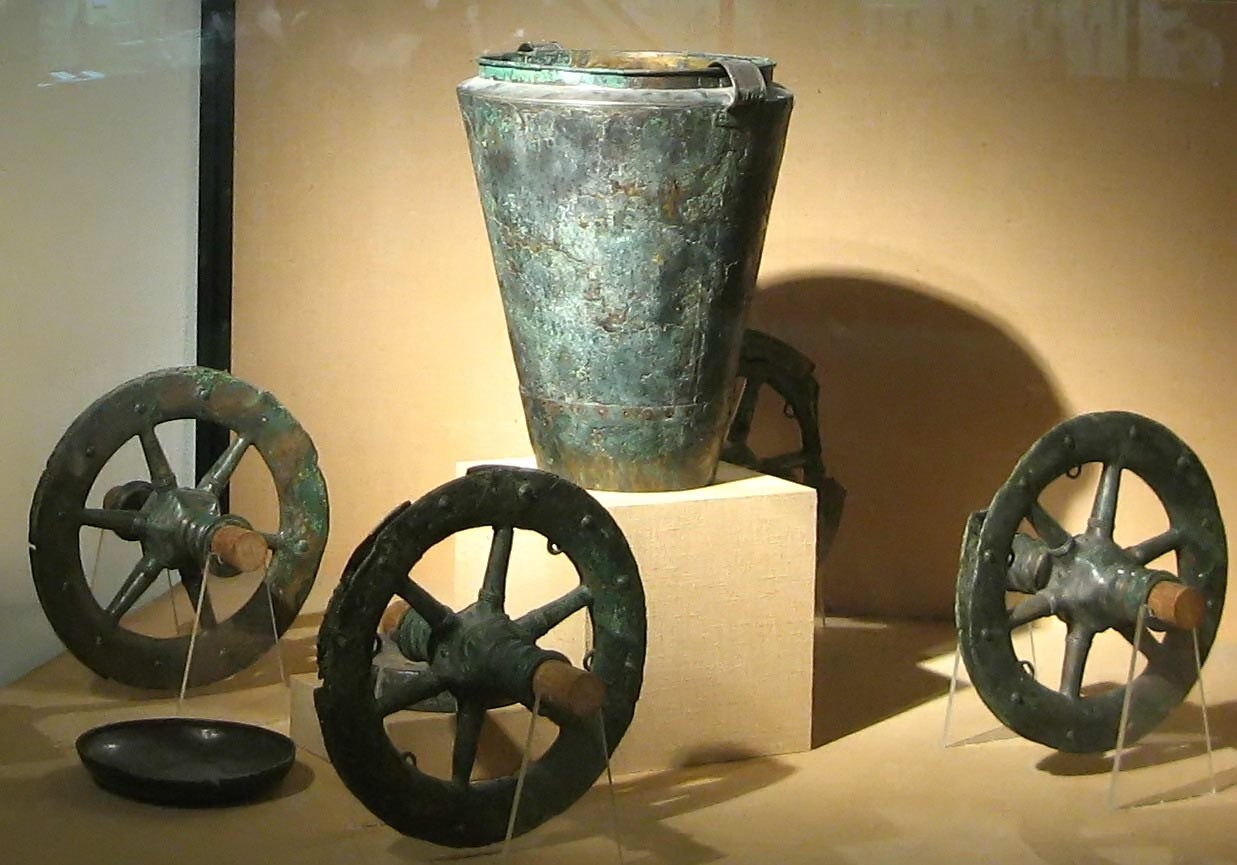
Gallischer Prunkwagen in Bronze
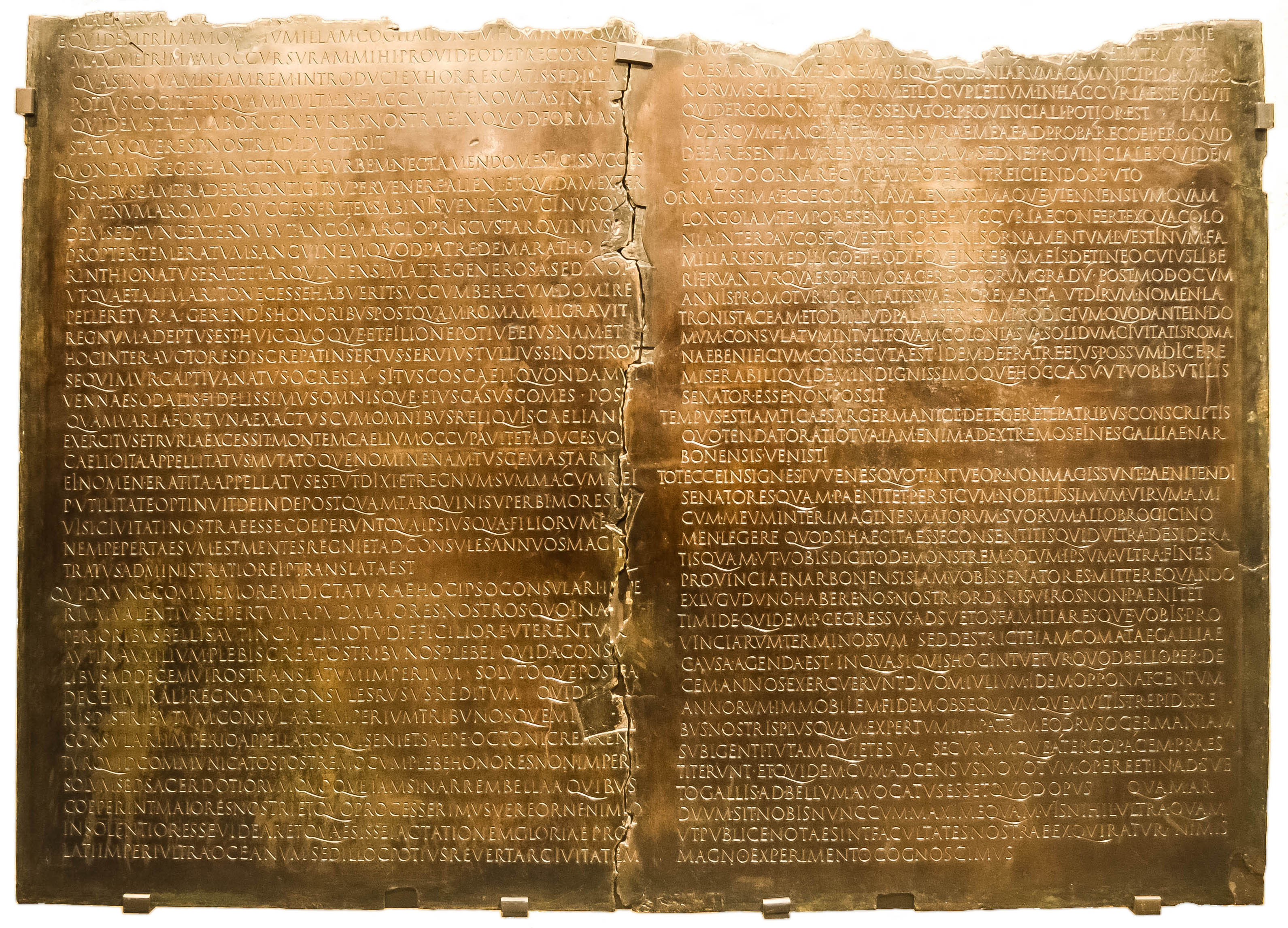
Tabula Claudiana
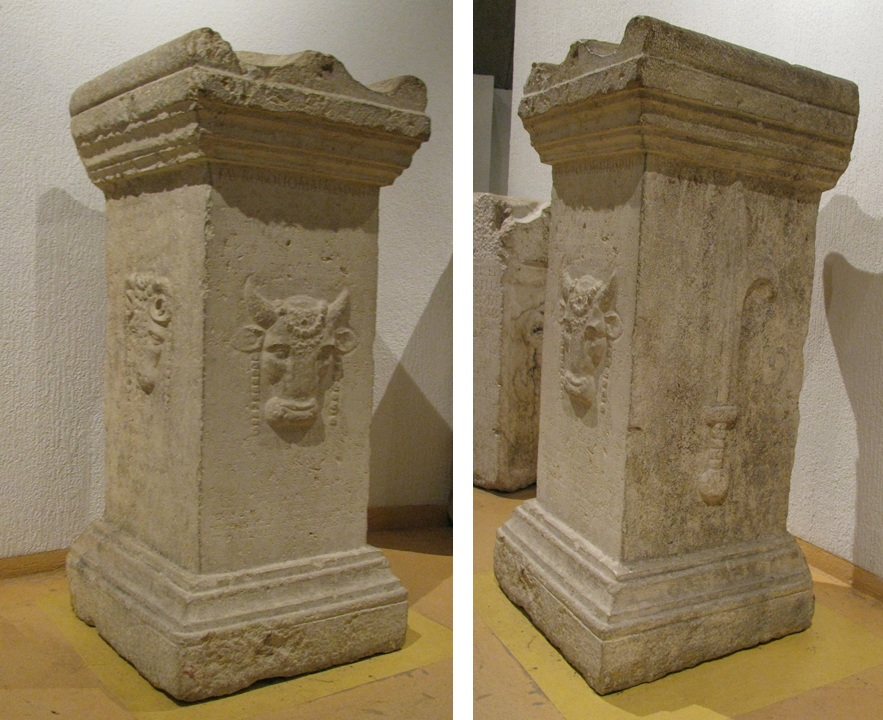
Taurobolium-Altäre
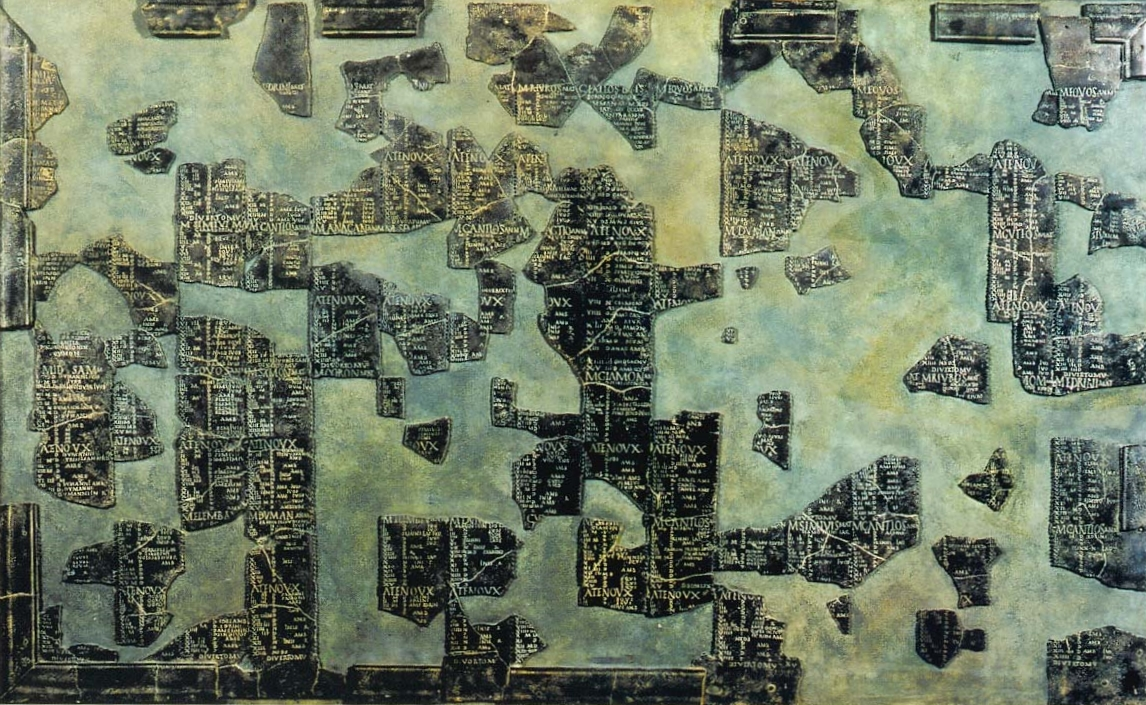
Kalender von Coligny
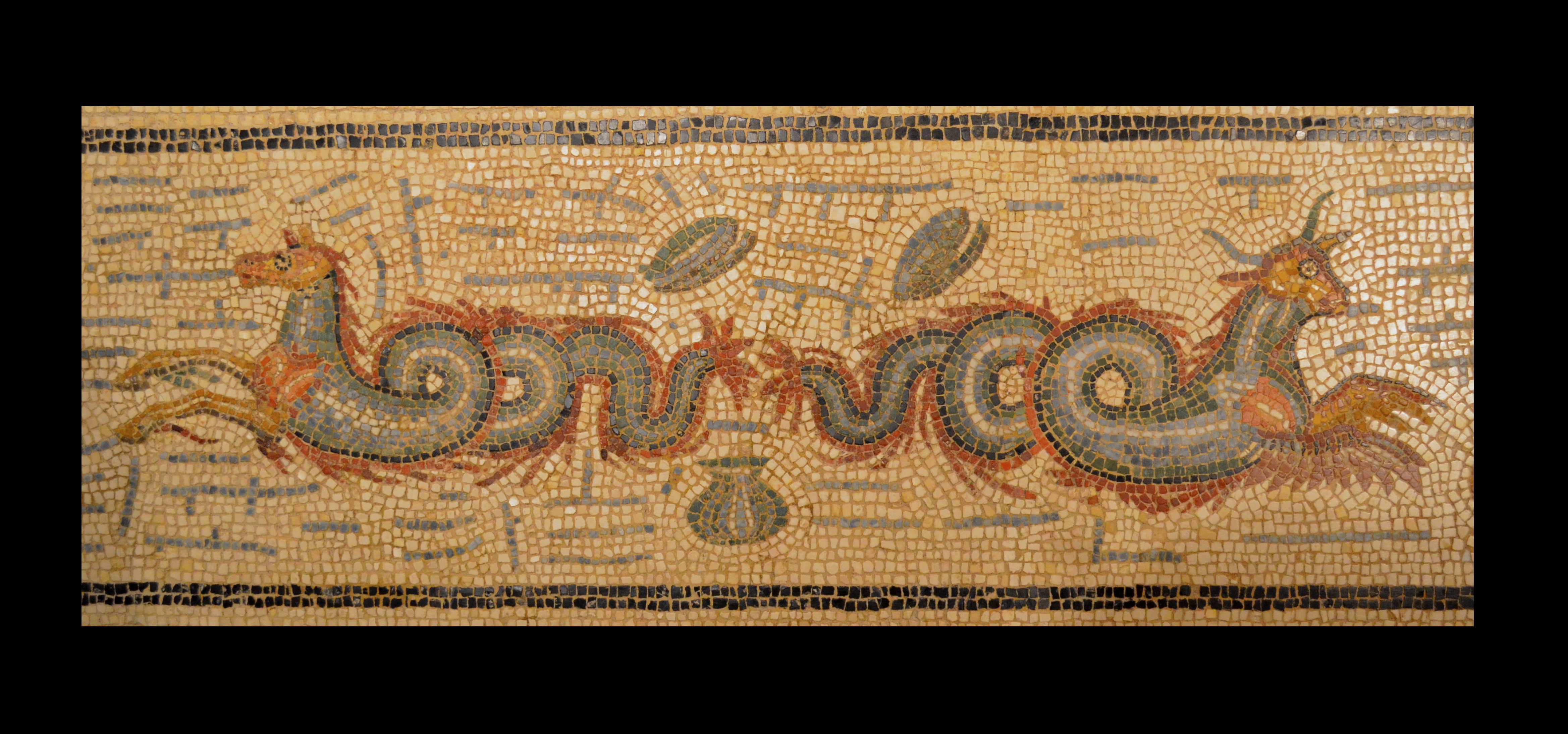
Details des Mosaiks der Fische.
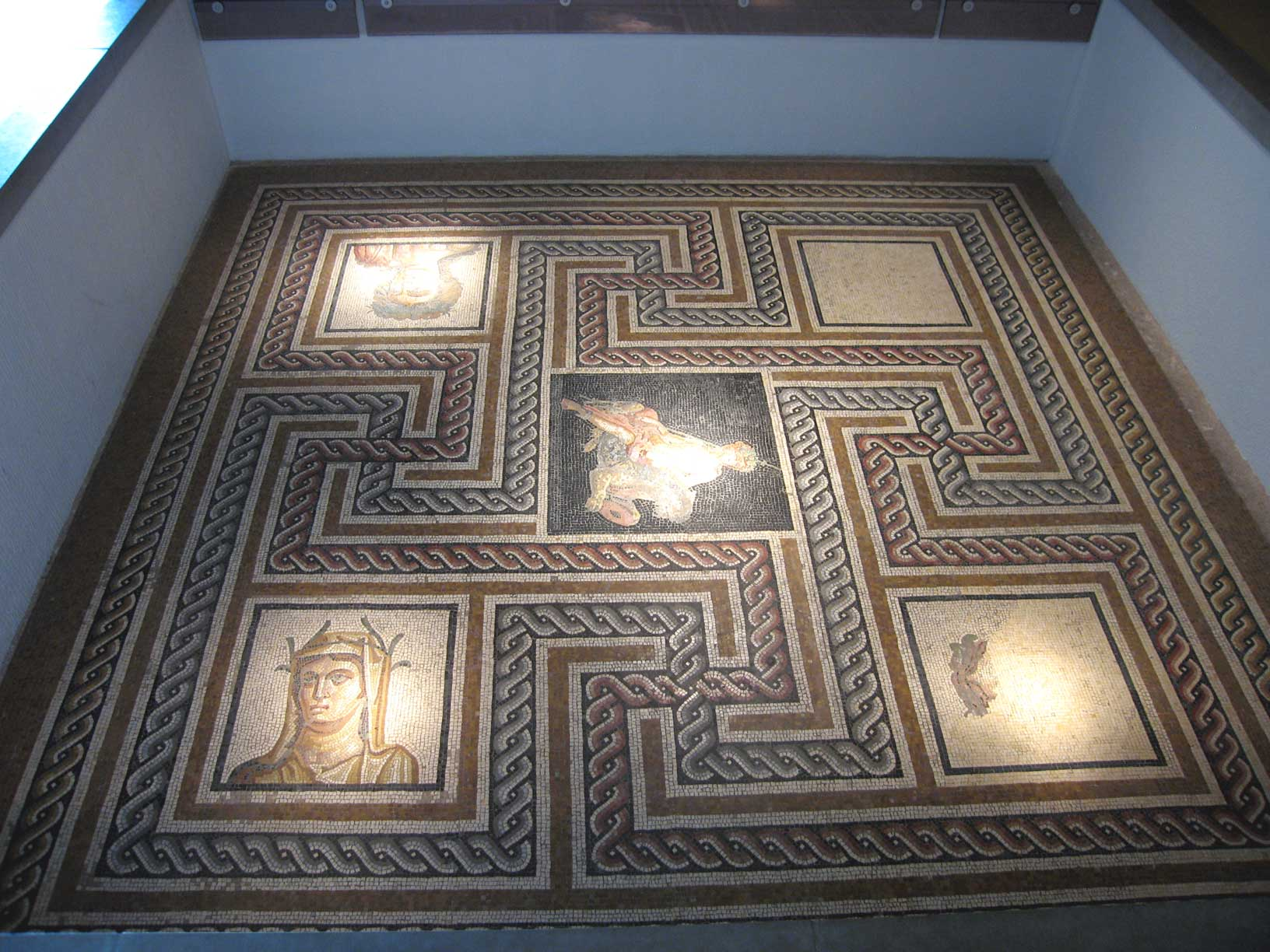
Mosaik des Bacchus
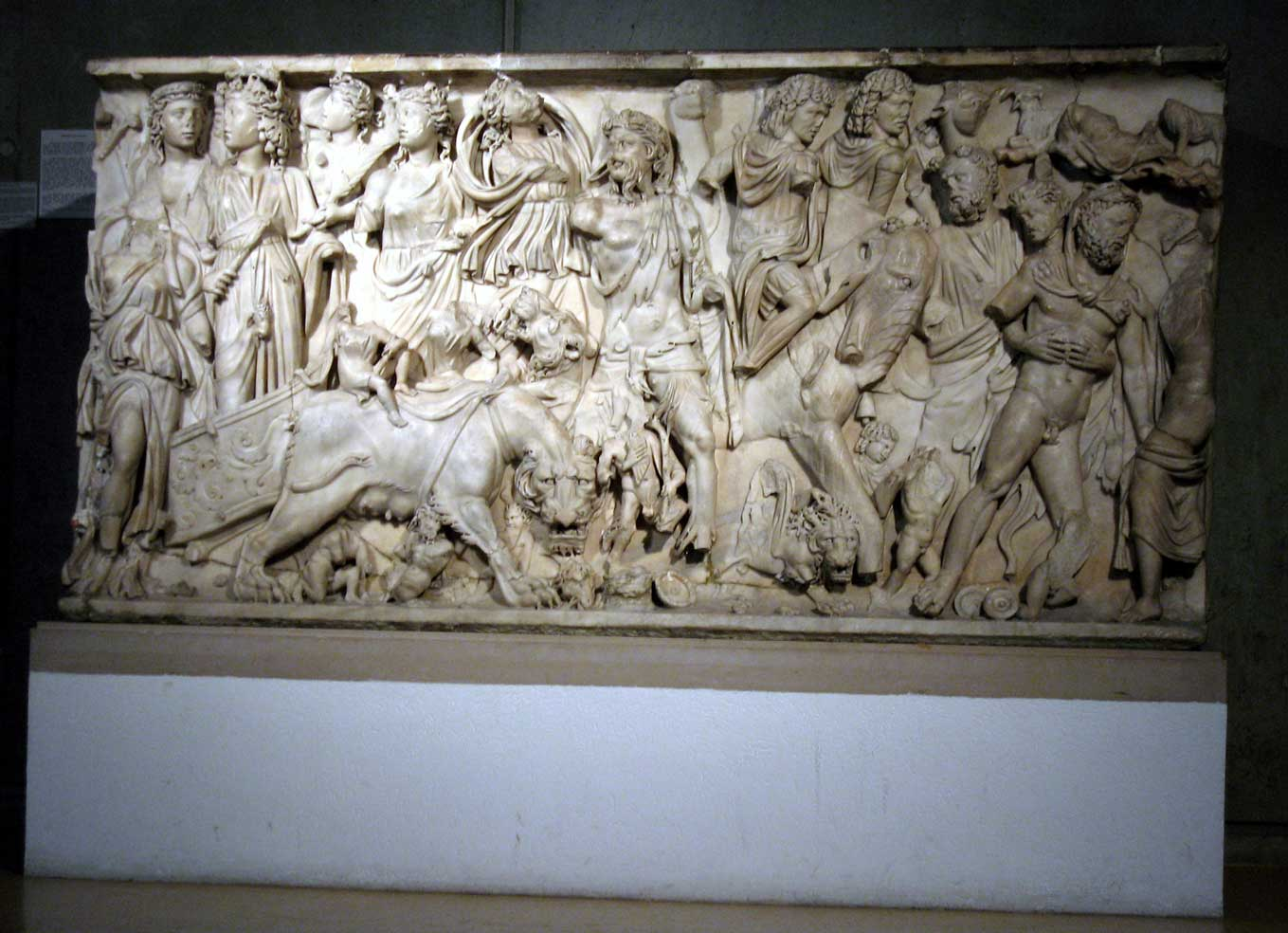
Sarkophag des Triumphs des Bacchus
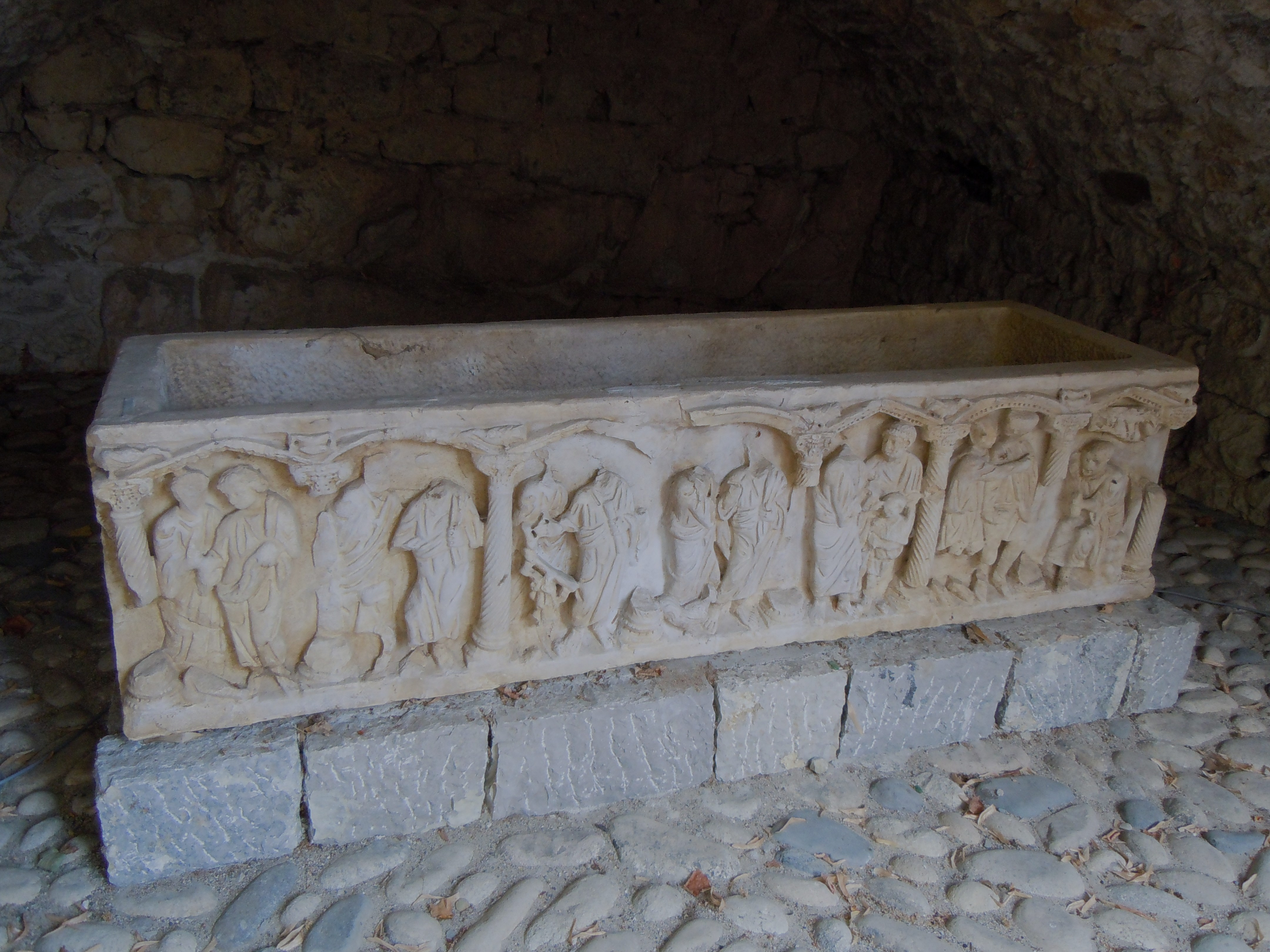
Abguss des Sarkophag von Balazuc